# Distretto di Nawada
Nawada è un distretto dell'India di 1 809 425 abitanti, che ha come capoluogo Nawada.